# Izac Carracher
Izac Carracher, född 14 september 1999 i Sydney, Australien, är en volleyboll- och beachvolleyspelare. 
Carracher började spela volleyboll med australiska förbundets lag Centre of Excellence i Australian Volleyball League. Samma år spelade han med landets U17- och U19-landslag]. Med juniorlandslaget deltog han i asiatiska U20-mästerskapen 2018, där de kom sjua. Han började 2019 med ett annat lag i AVL, UTSSU Shield, men fick ingen speltid där. Senare under året flyttade han till USA för studier vid University of Southern California och spel med USC Trojans, som han spelade med under en säsong.
Carracher började 2021 spela beachvolley tillsammans med Marcus Ferguson. Tillsammans med James Takken gich han till kvartsfinal i asiatiska mästerskapet. Sedan 2022 har han spelat med Mark Nicolaidis. De vann en Future-turnering på Volleyball World Beach Pro Tour 2022 och deltog i flera Elite16-turneringar. Vid VM gick de till åttondelsfinal. Även vid asiatiska mästerskapet gick de till åttondelsfinal.
Under 2023 gick de till kvartsfinal i  asiatiska mästerskapet, medan de åkte ur i lucky loser-matchen vid VM. På världstouren var deras bästa resultat en semifinal i en Challenger-turnering. På Volleyball World Beach Pro Tour 2024 har de vunnit en Future-turnering och gått till kvartsfinal i en Elite16-turnering. Genom att tillsammans med Paul Burnett och Jack Pearse vinna AVC Beach Volleyball Continental Cup kvalificerade de sig för OS.